# 端芬翁家楼
翁家楼，又称刘关张楼，位于中国广东省江门市台山大广海湾经济区端芬镇，为台山市的一个省级文物保护单位，类型为近现代重要史迹及代表性建筑，公布时间为2008年。
翁家楼的历史年代为民国。

## 概述
建于1927年至1931年，占地面积1500平方米。建筑巧妙地融合中国文化与西方建筑艺术。